# Полициклические углеводороды
Полициклические углеводороды — органические соединения, для которых характерно наличие в химической структуре двух и более колец. В природе полициклические углеводороды встречаются в нефтях. В основном полициклические углеводороды применяются в органическом синтезе.

## Номенклатура

Адамантан

Номенклатура предельных и ароматических полициклических углеводородов отличается.
Для предельных углеводородов название начинается с числа циклов (бицикло, трицикло, тетрацикло и т.д.), затем идут квадратные скобки, в которых указывается число атомов углерода между узловыми атомами, в порядке уменьшения длины цепей и в конце идет название предельного углеводорода с соответствующим числом атомов углерода.
Например, адамантан имеет систематическое название трицикло[3.3.1.13,7]декан. Число циклов определяется минимальным числом связей, которое необходимо разорвать, чтоб получить нециклическую молекулу. Первые две цифры показывают число атомов углерода в наиболее длинных цепях между узловыми атомами углерода, третья цифра показывает число атомов углерода в основном мостике, четвертая - в дополнительном. Цифры над строкой указывают, какие атомы углерода связаны дополнительным мостиком. Нумерация начинается с узловых атомов углерода и идет по наиболее длинным мостикам в порядке уменьшения их длины.
Полициклические ароматические углеводороды называются от родоначальных ароматических структур, с указанием способа присоединения дополнительного цикла. Например, бензо[a]пирен - это пирен, к стороне "a" которого присоединено бензольное кольцо. Алфавитное обозначение сторон начинается от верхней правой стороны родоначальной молекулы при ее каноническом положении.

## Основные группы и представители
- Полициклические ароматические углеводороды
- Циклофаны
- Бицикло[4.4.0]декан (декалин)
- Адамантан
- Кубан
- Бицикло[2.2.1]гептан (норборнан)
- Додекаэдран
- Стеран

## Нахождение в природе
Содержатся в нефтях и углях, как продукты восстановления природных веществ (стераны) или вторичного синтеза (адамантан).

## Применение
Соединения, содержащие  фрагменты полициклических углеводородов, нашли применение в качестве  пестицидов (эндрин), лекарственных средств (ремантадин), кровезаменителей (перфторан).